# Condado de Głubczyce
Nota linguística: Não confundir hrabstwo (condado) com powiat (divisão administrativa)..
Głubczyce (polaco: powiat głubczycki) é um powiat (condado) da Polónia, na voivodia de Opolskie. A sede é a cidade de Głubczyce. Estende-se por uma área de 673,1 km², com 50 722 habitantes, segundo os censos de 2005, com uma densidade 75,36 hab/km².

## Divisões admistrativas
O condado possui:
Comunas urbana-rurais: Baborów, Głubczyce, Kietrz
Comunas rurais: Branice
Cidades: Baborów, Głubczyce, Kietrz

## Demografia
População (dados de 30 de Junho de 2005):
|          | Total   | Total | Mulheres | Mulheres | Homens  | Homens |
| -------- | ------- | ----- | -------- | -------- | ------- | ------ |
|          | pessoas | %     | pessoas  | %        | pessoas | %      |
| Total    | 50 722  | 100   | 25 843   | 51       | 24 879  | 49     |
| Cidades  | 23 147  | 100   | 12 030   | 52       | 11 117  | 48     |
| Povoados | 27 575  | 100   | 13 813   | 50,1     | 13 762  | 49,9   |